# Droga wojewódzka nr 895
Droga wojewódzka nr 895 (DW895) – droga wojewódzka o długości 16,3 km łącząca Uherce Mineralne z Myczkowem